# Пхеньянський залізничний музей
Пхеньянський залізничний музей (кор. 철도성혁명사적관) — музей, присвячений історії залізниць КНДР. Розташований поруч із головним пхеньянським вокзалом.
Основна тематика музею — роль залізниць у корейській війні та відновлення й осучаснення (зокрема, електрифікація) залізниць після війни. Особлива увага приділяється керівній ролі Кім Ір Сена та Кім Чен Іра.
Історія залізниць представлена у вигляді монументальних фресок та панорам (залізниці під час війни, електрифікація). Також у музеї представлені зразки історичного рухомого складу, у тому числі паровоз, електровоз, секція електропоїзда.